# Soskil

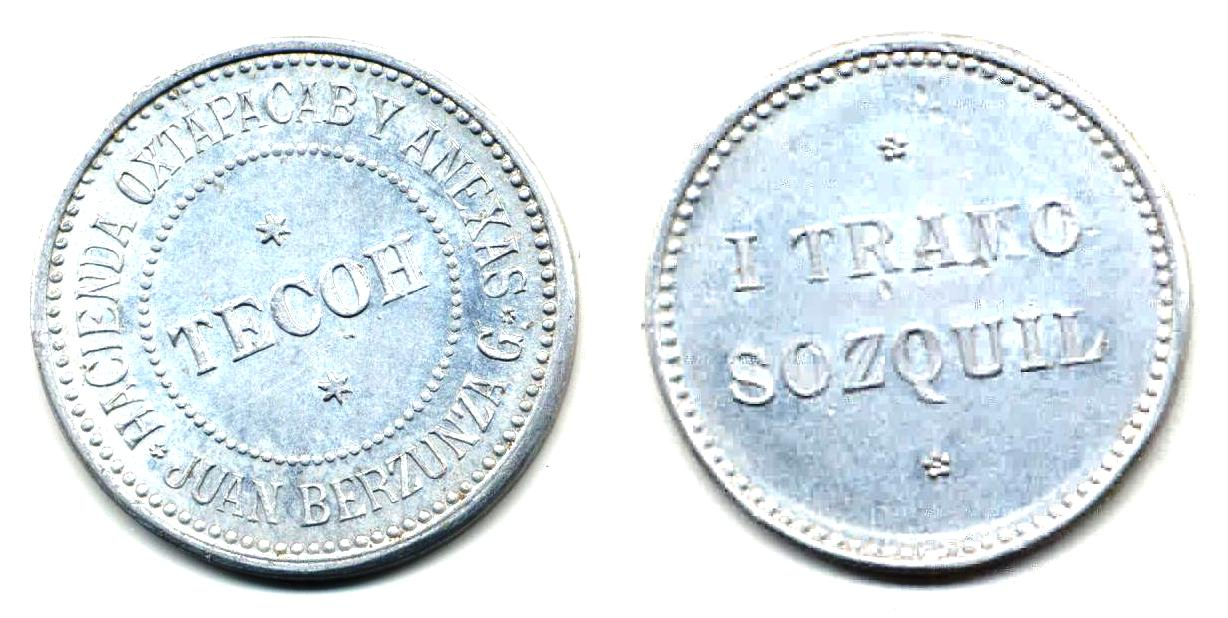
Ficha de hacienda henequenera que valía un tramo de sosquil.

Soskil o sosquil, nombre en lengua maya que se da en la península de Yucatán, México, al cáñamo o fibra natural obtenida de las pencas del henequén (Agave fourcroydes), mediante un procedimiento de desfibración que permite extraer de la planta su contenido celulósico en forma de filamentos finos, con los que se elaboran tejidos, jarcias, cordeles y diversas artesanías. Según el Diccionario Maya - Español de Alfredo Barrera Vásquez, editado por Cordemex en Mérida, en 1980, Soski (en donde ki es el nombre en maya del henequén), es el:

cáñamo de esta tierra que está ya sacado de las pencas; la expresión xen ch'a u soskiil, significaría: ve trae el cáñamo.